# Inampore
Inampore är ett periodiskt vattendrag i Burundi.   Det ligger i provinsen Bubanza, i den nordvästra delen av landet, 40 kilometer norr om huvudstaden Bujumbura.
Omgivningarna runt Inampore är en mosaik av jordbruksmark och naturlig växtlighet. Runt Inampore är det tätbefolkat, med 343 invånare per kvadratkilometer.